# Вдовиченков, Владимир Владимирович
Влади́мир Влади́мирович Вдовиче́нков (род. 13 августа 1971, Гусев, Калининградская область, СССР) — российский актёр театра, кино и телевидения. Заслуженный артист Российской Федерации (2012).

## Биография
Владимир Вдовиченков родился 13 августа 1971 года в Гусеве Калининградской области. Прожил в родном городе до окончания школы. В детстве занимался боксом. В 1989 году окончил 42-ю Кронштадтскую мореходную школу и четыре года служил на Северном и Балтийском флотах.
С детства любил кино (его кумиром был Ван Дамм) и решил поступить во ВГИК. Учась на подготовительных курсах, работал официантом, а потом администратором в клубе-ресторане. В 1997 году поступил во ВГИК (мастерская Г. Тараторкина), который окончил в 2001 году.
Ещё будучи студентом, снимался в кино, музыкальных клипах и в рекламных роликах. На четвёртом курсе режиссёр Алексей Сидоров утвердил Владимира на одну из главных ролей в телесериале «Бригада». Роль Валерия Филатова принесла Владимиру широкую известность, а её успех был подкреплён ролью Кости (Кота) в фильме «Бумер». После окончания института Владимир был принят в труппу Театра имени Моссовета. С 2002 года служит в труппе Государственного академического театра им. Е. Вахтангова.

## Личная жизнь
Первая жена — Виктория Наталуха.
Вторая жена — Анна Леонидовна Вдовиченкова (Конева). Сын Леонид (1993). Внук Михаил (род. 2 декабря 2023).
Третья жена — Наталья Давыдова.
Фактическая жена в 2004—2014 годах — Ольга Филиппова (Шмойлова) (род. 23 января 1977 года). Дочь Вероника (2005).
Четвертая жена (с 2015) — Елена Лядова (род. 25 декабря 1980).

## Семья
Отец Владимир Вдовиченков (1943—1993) работал старшим механиком на заводе светотехнической арматуры, а мать Светлана Викторовна Вдовиченкова (Леонова) инженером в цехе данного завода.
Дядя Владимир Викторович Леонов (1964—1991; младший брат матери, заменил ему старшего брата).
Старшая сестра Ирина Вдовиченкова работник ресторанного бизнеса. Младший брат Константин Вдовиченков (1983) учился в Калининградском техническом госуниверситете, медиарекламщик.

## Признание и награды
- 2007 — Лауреат премии «Кумир» (за роль в фильме «Бумер»).
- 2006 — Приз за «Лучшую главную мужскую роль» (XIV Международный фестиваль актёров кино «Созвездие», за роль в фильме «Время собирать камни»).
- 2003 — Диплом за актёрскую работу в профессиональном кинематографе (XXIII Международный фестиваль ВГИК, за роль в фильме «Бумер»).
- 2006 — Почётный житель города Гусева.
- 2012 — Заслуженный артист Российской Федерации (5 апреля 2012 года) — за заслуги в области искусства[11]
- 2013 — Лауреат премии «Звезда Театрала» в номинации «Лучший актёр второго плана» за роль гусара в отставке в спектакле «Евгений Онегин» (Театр имени Е. Б. Вахтангова)[12].
- 2021 — Медаль ордена «За заслуги перед Отечеством» II степени (10 сентября 2021 года) — за большой вклад в развитие отечественной культуры и искусства, многолетнюю плодотворную деятельность[13].
- 2023 — Приз за лучшую мужскую роль 21-го Российского фестиваля кино и театра «Амурская осень» (фильм «Туда и обратно»)[14].
- 2025 — Лауреат премии «Золотой Орёл» в номинации «Лучший актер онлайн-сериала» («Противостояние»)[15].

Номинации
- 2002 — номинация «Роковой мужчина» на театральную премию «Чайка» (за роль в спектакле «Царская охота»).
- 2003 — номинация «Лучшая мужская роль» на кинопремию «Золотой овен» (совместно с А.Мерзликиным, С.Горобченко и М.Коноваловым, за роль в фильме «Бумер»).
- 2005 — номинация «Лучшая мужская роль» на кинопремию «Золотой овен» (за роль в фильме «Время собирать камни»).
- 2006 — номинация «Лучшая мужская роль» на кинопремию «Золотой овен» (за роль в фильме «Бумер. Фильм второй»).
- 2015 — номинация «Лучшая мужская роль второго плана» на кинопремию «Ника» (за роль в фильме «Левиафан»).

## Роли в театре

### Театр имени Е. Б. Вахтангова
- 2002 — «Царская охота» Леонида Зорина. Режиссёр: Владимир Иванов — граф Алексей Григорьевич Орлов
- 2007 — «Правдивейшая легенда одного квартала» В. Иванов и А. Тупиков по Дж. Стейнбеку. Режиссёр: Владимир Иванов — Дэнни
- 2010 — «Дядя Ваня» А. П. Чехова. Режиссёр: Римас Туминас — Астров
- 2011 — «Ветер шумит в тополях». Режиссёр: Римас Туминас — Густав[16]
- 2013 — «Евгений Онегин». Режиссёр: Римас Туминас — гусар в отставке

## Фильмография

### Фильмы
- 1999 — Президент и его внучка — охранник президента
- 2003 — Бумер — Константин Андреевич Огородников (Костя Кот), бандит
- 2005 — Время собирать камни — капитан Дёмин
- 2006 — Бесы — Шатов
- 2006 — Бумер. Фильм второй — Константин Андреевич Огородников (Костя Кот), бандит
- 2006 — Седьмой день — брат Михаил
- 2007 — Мымра — Сергей Анатольевич Крылов
- 2007 — Параграф 78 — Скиф
- 2007 — Рэкетир — Володя
- 2009 — Тарас Бульба — Остап Бульба
- 2009 — Запрещённая реальность — Горшин
- 2009 — Кромовъ — Алексей Кромов
- 2009 — Выход — Влад
- 2010 — Искупление — Сергей Демидов
- 2010 — Если бы я тебя любил — Павел Нескучный
- 2010 — Человек у окна — Стас
- 2012 — Август. Восьмого — президент России
- 2012 — Праздник взаперти — Михаил Сорокин
- 2012 — Однажды в Ростове — Вячеслав Толстопятов
- 2012 — Калейдоскоп любви — Сергей
- 2012 — Излом
- 2012 — Некуда спешить — аквалангист (новелла «Солярий»)
- 2014 — Левиафан — Дмитрий Михайлович Селезнёв, старый друг Николая, член Московской коллегии адвокатов
- 2015 — Подлец — Иван Николаевич, вор-домушник
- 2016 — Двое — Валерий Нестеров
- 2016 — На веки вечные — Вологдин
- 2017 — Салют-7 — Владимир Фёдоров, командир экипажа «Союз Т-13»
- 2018 — Со дна вершины — Александр, отец Алексея
- 2019 — Дорогой папа — Вадим Крылов
- 2019 — Тварь — Игорь
- 2019 — Робо — Виктор Привалов
- 2020 — Настоящее будущее — Столяров
- 2021 — Чемпион мира — Павел Трофимович Градов, председатель Спорткомитета СССР
- 2021 — Батя — Владимир, отец Макса[17]
- 2022 — Декабрь
- 2022 — Чук и Гек. Большое приключение — папа
- 2022 — Пласт — Слава
- 2022 — Ресторан по понятиям
- 2023 — Бедный олигарх
- 2023 — Туда и обратно — отец Мити
- 2024 — Онегин — рассказчик
- 2025 — Батя 2. Дед — Владимир
- 2025 — Мужу привет — Георгий

### Телесериалы
- 2000 — Граница. Таёжный роман — патрульный
- 2001 — Гражданин начальник — Коля «Афганец»
- 2002 — Бригада — Валерий Константинович Филатов (Фил)
- 2003 — Каменская 3 — Олег Жестеров, агент спецслужб
- 2003 — Пятый ангел — «Опекун»
- 2004 — Звездочёт — Сергей Чумаков, агент СВР «Звездочёт»
- 2004 — Курсанты — политрук Василий Быков
- 2004 — Небо и земля — Нечаев
- 2008 — Тяжёлый песок — Володя
- 2012 — Белая гвардия — Плешко, капитан
- 2012 — Однажды в Ростове — Вячеслав Толстопятов, художник в ростовском кинотеатре «Октябрь», главарь ростовской банды «фантомасов»
- 2013 — Разведчицы — начальник разведшколы майор / полковник госбезопасности Константин Ефремович Воротынников
- 2014 — До свидания, мальчики — начальник артиллерийского училища полковник Иван Фёдорович Стрельников
- 2014 — Уходящая натура — Шмаков, актёр
- 2015 — Родина — Дмитрий Брагин
- 2016 — Оптимисты — Бирюков
- 2017 — Близкие — Андрей Акимов, «Папа»
- 2019 — Учителя — Сергей Игоревич Григорьев, заместитель министра образования
- 2020 — Водоворот — Александр Краснов, оперуполномоченный полиции (главная роль)
- 2021 — Батя. Полная версия (сериал) — Владимир, отец Макса[17]
- 2022 — Ресторан по понятиям — Шустрый, бывший вор
- 2022 — Моя мама — шпион — Макаров
- 2024 — Противостояние — Владислав Николаевич Костенко, полковник

### Музыкальные видеоклипы
- 1997 — Дельфин — Дилер — оперуполномоченный
- 2003 — Смысловые Галлюцинации — Пока это кажется важным (в образе Фила из сериала «Бригада»)
- 2004 — Олег Газманов — Мои ясные дни (в образе Фила из сериала «Бригада»)
- «Любэ», «Корни», «In2Nation» — Просто Любовь OST «Август. Восьмого» — 2012 год

### Дубляж
- 2008 — Вольт / Bolt — пёс Вольт[18]